# أندريس إلوي بلانكو
أندريس إلوي بلانكو هو دبلوماسي وشاعر وسياسي فنزويلي، ولد في 6 أغسطس 1896 في كومانا في فنزويلا، وتوفي في 21 مايو 1955 في مدينة مكسيكو في المكسيك بسبب حادث مرور. نشط حزبياً في حزب العمل الديمقراطي.

## وصلات خارجية
- أندريس إلوي بلانكو على موقع IMDb (الإنجليزية)
- أندريس إلوي بلانكو على موقع ميوزك برينز (الإنجليزية)
- أندريس إلوي بلانكو على موقع ديسكوغز (الإنجليزية)